# Micromyrtus
Micromyrtus es un género de arbustos perteneciente a la familia Myrtaceae, los cuales son endémicos de Australia.

## Taxonomía
El género fue descrito por George Bentham y publicado en Genera Plantarum 1: 700. 1865.

## Especies
- Micromyrtus albicans A.R.Bean
- Micromyrtus barbata J.W.Green
- Micromyrtus blakelyi J.W.Green
- Micromyrtus capricornia A.R.Bean
- Micromyrtus carinata A.R. Bean
- Micromyrtus ciliata (Sm.) Druce - Fringed Heath-myrtle
- Micromyrtus delicata A.R.Bean
- Micromyrtus elobata (F.Muell.) Benth.
- Micromyrtus erichsenii Hemsl.
- Micromyrtus fimbrisepala J.W.Green
- Micromyrtus flaviflora (F.Muell.) J.M.Black
- Micromyrtus forsteri A.R.Bean
- Micromyrtus gracilis A.R.Bean
- Micromyrtus grandis J.T.Hunter
- Micromyrtus helmsii (F.Muell. & Tate) J.W.Green
- Micromyrtus hexamera (Maiden & Betche) Maiden & Betche
- Micromyrtus hymenonema (F.Muell.) C.A.Gardner
- Micromyrtus imbricata Benth.
- Micromyrtus leptocalyx (F.Muell.) Benth.
- Micromyrtus littoralis A.R.Bean
- Micromyrtus minutiflora Benth.
- Micromyrtus monotaxis Rye
- Micromyrtus ninghanensis Rye
- Micromyrtus obovata (Turcz.) J.W.Green
- Micromyrtus papillosa J.W.Green ex Rye
- Micromyrtus patula A.R.Bean
- Micromyrtus racemosa Benth.
- Micromyrtus rogeri J.W.Green ex Rye
- Micromyrtus rotundifolia A.R.Bean
- Micromyrtus serrulata J.W.Green
- Micromyrtus sessilis J.W.Green
- Micromyrtus stenocalyx (F.Muell.) J.W.Green
- Micromyrtus striata J.W.Green
- Micromyrtus sulphurea W.Fitzg.
- Micromyrtus uniovula Rye
- Micromyrtus vernicosa A.R.Bean